# Giovanna Ewbank

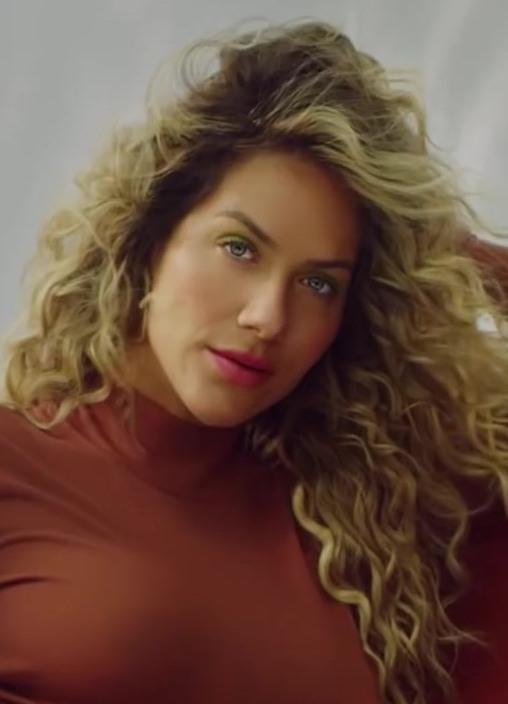
Giovanna Ewbank (2020)

Giovanna Ewbank Baldacconi Gagliasso (sinh ngày 14 tháng 9 năm 1986) là một nữ diễn viên người Brasil, người mẫu và phóng viên.

## Tiểu sử
Giovanna sinh ra ở São Paulo, con gái của Débora Ewbank và Roberto Baldacconi. Cô là người gốc Scotland và Ý.

## Sự nghiệp
Giovanna bắt đầu hoạt động trong nhà hát ở tuổi mười hai. Từ đó, cô bắt đầu làm người mẫu và sau đó gia nhập khoa Thời trang. Cô đã thực hiện các khóa học cho nhà hát, phim ảnh và truyền hình, và một số bài kiểm tra để có được cơ hội tham gia vào vòng thử vai của Workout với vai diễn của Marcick hick. Vào thời điểm đó, một số thành tựu của cô là xuất hiện trong catalog của nhà thiết kế Bumbum, vào tháng 11 năm 2007, và bìa tạp chí Vizoo, tháng 4 năm 2008.
Năm 2008, cô ra mắt trong tiểu thuyết A Favorita, của Rede Globo, nơi cô đóng vai Sharon, một cô gái gọi.
Vào năm 2015, cô đã tham gia vào đội ngũ nhân viên của Video Show với tư cách là một phóng viên và người dẫn chương trình không thường xuyên. Vào tháng 7 năm 2016, cô rời đội ngũ chương trình sau một năm ở đó, không có hợp đồng cố định với Globo.
Hiện tại, cô có kênh YouTube với hơn một triệu người đăng ký.

## Đời tư
Cô đã có mối quan hệ với diễn viên người Brasil Bruno Gagliasso từ năm 2008. Họ kết hôn vào năm 2010 và tháng 7 năm 2016 đã nhận nuôi một cô gái người châu Phi 2 tuổi đến từ Malawi, được gọi là Chissomo, người mà họ đặt tên là Titi.